# Ephemera blanda
Ephemera blanda är en dagsländeart som beskrevs av Jay R. Traver 1932. Ephemera blanda ingår i släktet Ephemera och familjen sanddagsländor. Inga underarter finns listade i Catalogue of Life.